# 里卡多·乔治·费雷拉·平托·达·席尔瓦
里卡多，全名里卡多·乔治·费雷拉·平托·达·席尔瓦（Ricardo Jorge Ferreira Pinto da Silva，1980年8月19日—），是一名佛得角裔葡萄牙职业足球运动员，现效力于中超球队山东鲁能泰山。

## 俱乐部生涯
里卡多出道于Ronfe，之后先后效力于葡萄牙球队瑟泽德洛、法马利考、费蒙特、贝拉马尔、费雷拉和维多利亚。
2011年2月，里卡多转会加盟中超球队山东鲁能泰山。

## 国家队生涯
里卡多出生在葡萄牙，但他最后选择为佛得角国家队出战。2008年5月，他首次入选佛得角队集训名单，并在5月27日和卢森堡的友谊赛中首次为佛得角出战。